# Fattura (magia)

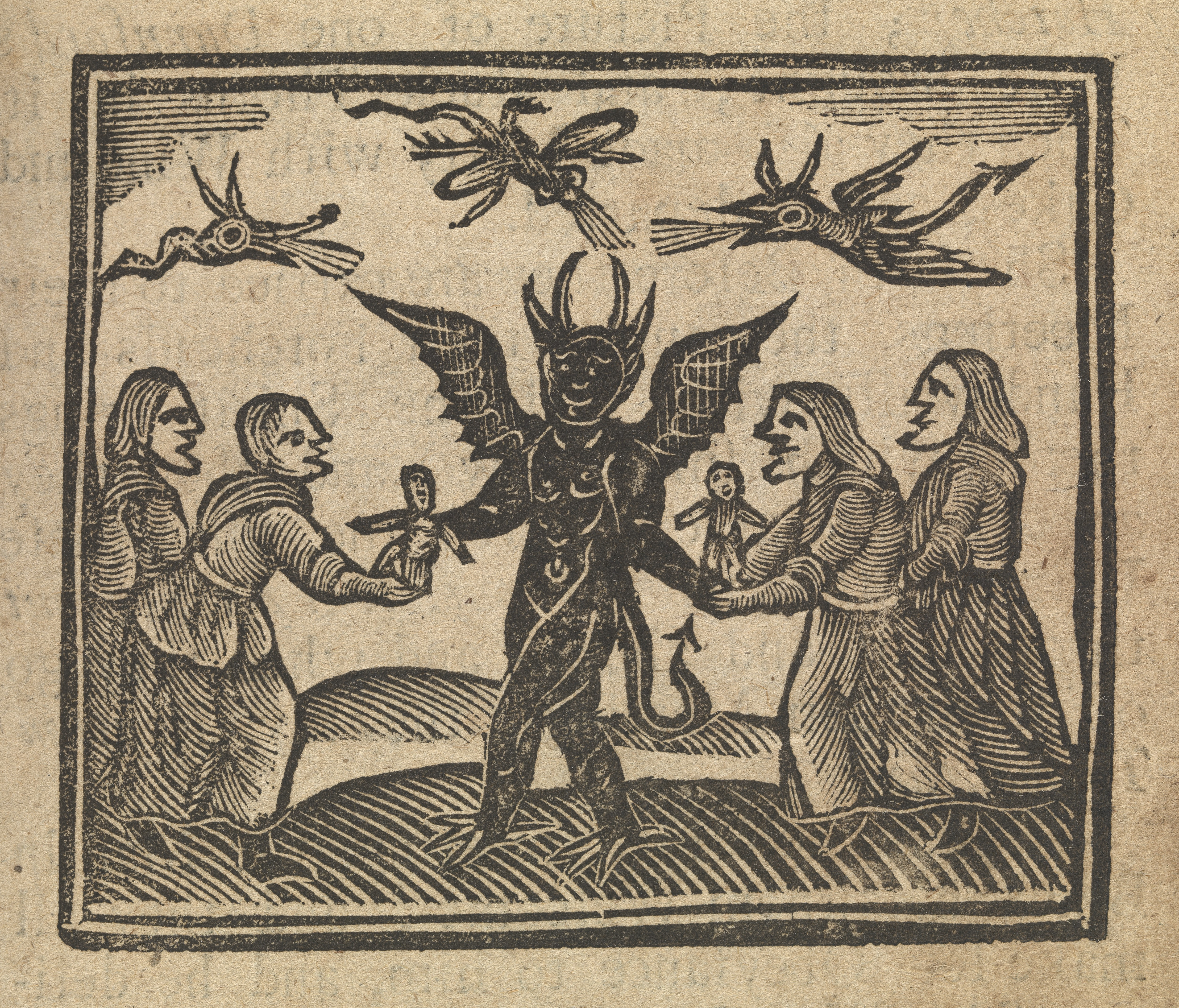
Bambole di cera offerte dalle streghe al demonio (incisione inglese da La storia delle streghe e dei maghi, 1720)

La fattura è un rituale magico o occulto, in forma di incantesimo, finalizzato a sottrarre o accrescere l'energia vitale di un individuo.

## Storia e rituali
Antiche forme di questo tipo di incantesimi sono collocabili già nella preistoria, quando gli stregoni dell'epoca raffiguravano sculture o pitture rupestri degli animali da cacciare, per scagliare contro di essi un rituale e facilitare così la loro cattura.
Le pratiche di fattura erano poi diffuse ed eseguite da maghi professionisti in Egitto e Mesopotamia, andando a permeare la cultura cabalistica ebraica, quella romana, medievale e rinascimentale, fino all'età moderna.
I metodi per "lanciare" una fattura sono molteplici, ma sono sempre necessari dei testimoni che agiscano per magia simpatica (come capelli, unghie, fotografie) della persona su cui si vuole lanciare la fattura, e poi la cosiddetta dagida, cioè un feticcio o riproduzione simbolica della persona, a cui è applicato un battesimo magico. Le fatture possono essere sottrattive, se finalizzate ad arrecare un danno alla vittima, o accrescitive, se invece sono usate per migliorare le condizioni di colui che la fa o della persona sulla quale viene lanciata.